# Národní shromáždění republiky Československé (1948–1960)
Národní shromáždění republiky Československé, též poúnorové Národní shromáždění, byl jednokomorový nejvyšší zákonodárný sbor Československa, jehož parametry a pravomoci stanovila nově přijatá ústava z roku 1948. Existoval do roku 1960, kdy po volbách 12. června 1960 přijalo Národní shromáždění v červenci 1960 novou ústavu, jíž se utvořilo Národní shromáždění Československé socialistické republiky.

## Historické souvislosti
Během únorového převratu roku 1948 v Československu mocensky plně převládla Komunistická strana Československa. V následujících měsících byly dokončeny práce na nové ústavě, přijaté 9. května, která zásadně měnila i politický a volební systém i podobu nejvyššího zákonodárného sboru. Volby probíhaly po celé sledované období od roku 1948, počínaje volbami 30. května 1948, v modelu jednotné kandidátní listiny Národní fronty, která už sice existovala od roku 1945, ale jen jako koalice všech povolených politických stran, které ještě ve volbách roku 1946 mohly navzájem soupeřit o hlasy voličů. V rámci Národní fronty existovaly i po roce 1948 další politické strany, ale zcela dominantní (vedoucí) roli (byť ústavou z roku 1948 ještě výslovně nestanovenou) měla Komunistická strana Československa (a Komunistická strana Slovenska coby její územní složka). V českých zemích kromě toho fungovaly Československá strana socialistická, Československá strana lidová a po krátkou dobu ještě i Československá sociální demokracie (ta ovšem již v červnu 1948 rozhodla o svém sloučení s KSČ). Na Slovensku potom fungovaly Strana slobody a Strana slovenskej obrody.
Skutečná role Národního shromáždění se v letech 1948–1960 v důsledku výše uvedeného vymizení stranické a politické soutěže proměnila a poklesla. Ve volbách roku 1948, 1954 a 1960 nedošlo k žádnému případu, že by předem stanovený kandidát Národní fronty nebyl zvolen.

## Parametry a pravomoci Národního shromáždění
Ústava z roku 1948 stanovila, že volební právo je obecné, rovné, přímé a tajné. Aktivní volební právo měli všichni občané starší 18 let. Pro pasivní volební právo pak stanoven limit 21 let. Nejvyšším zákonodárným orgánem mělo být Národní shromáždění (NS). Mělo jednu komoru (na rozdíl od prvorepublikového Národního shromáždění již nebyl po roce 1945 ani dle ústavy z roku 1948 obnoven senát). Počet poslanců NS byl stanoven na 300 s funkčním obdobím šest let. NS mělo pravomoc volit prezidenta a Národnímu shromáždění byla odpovědná vláda.
Ústava z roku 1948 nestanovila přesné podmínky konání voleb do Národního shromáždění a odkázala to na samostatný zákon. Sídlem NS byla Praha. Po svém zvolení měli poslanci na ustavující schůzi přednést slib ve znění: „Slibuji, že budu věren republice Československé a jejímu lidově demokratickému zřízení. Budu zachovávat její zákony a svůj mandát vykonávat podle nejlepšího vědomí a svědomí k prospěchu lidu a státu.“ Poslanci disponovali po dobu výkonu mandátu imunitou, týkající se ovšem jen hlasování a činů při výkonu mandátu. Jejich vydání k trestnímu stíhání podléhalo souhlasu NS. Zasedání NS svolával prezident republiky, minimálně dvakrát do roka. Zároveň měl prezident pravomoc NS rozpouštět. Národní shromáždění bylo usnášeníschopné při přítomnosti minimálně jedné třetiny poslanců. Pro platnost usnesení pak byla podmínkou prostá nadpoloviční většina přítomných (u ústavních zákonů tři pětiny všech poslanců). V čele NS stál předseda, místopředsedové a další členové předsednictva Národního shromáždění se 24 členy, volenými vždy na funkční období 1 roku.

## Složení
Složení Národního shromáždění určily troje volby:
- seznam členů Národního shromáždění republiky Československé po volbách v roce 1948
- seznam členů Národního shromáždění republiky Československé po volbách v roce 1954
- seznam členů Národního shromáždění ČSSR po volbách v roce 1960

## Předsedové
- Oldřich John: 1948–1953[3][4]
- Zdeněk Fierlinger: 1953–1960[5]